# 探偵物語 (1983年の映画)
『探偵物語』（たんていものがたり）は、赤川次郎の小説。1983年に映画化され、1984年および2018年にテレビドラマ化された。
本項では小説を原作とした映像作品についても述べる。もともと映画化を前提に書かれたメディアミックス作品であり、主人公・直美はその主演・薬師丸ひろ子に当て書きされたものである。
なお、映画の出演者である松田優作主演のテレビドラマ『探偵物語』とは別の作品である。

## ストーリー
富豪の令嬢である女子大生の直美は、5日後に父のいるアメリカ合衆国への移住を控えていた。ボディガード兼監視役として雇われた私立探偵・辻山が直美の前に現れ、はじめは疎んじていた直美は、やがて辻山に好意を持つようになる。
そんな中、辻山の元妻のクラブ歌手・幸子（さちこ）が辻山のアパートに駆け込んでくる。幸子の現在の恋人でクラブ支配人の和也が、ともに訪れたラブホテルの浴室で突然刺殺体となったと言うのだった。状況証拠から容疑者となった幸子は警察や和也の生家・国崎組に追われる身となっていた。ニュースで幸子の事件を知った直美は、辻山と幸子を自邸にかくまい、トリックの解明と真犯人探しのために奔走する。

## 小説
1982年に新書判のカドカワノベルズから書き下ろし作品として刊行され、後述の映画公開後の1984年に文庫化された（角川文庫）。

## 映画
『探偵物語』（たんていものがたり）は、1983年に公開された日本映画。薬師丸ひろ子の主演映画第3作。アイドル絶頂期に大学受験で休業していた薬師丸の復帰作である。封切り時の同時上映作品は『時をかける少女』。
相手役である松田優作との身長差30センチや、当時の清純派アイドル女優としては極めて異例であるディープ・キスシーンなどで話題を呼んだ。主題歌を除く劇伴・挿入歌などの作曲を加藤和彦が担当した。

### キャスト（映画）
新井直美
演 - 薬師丸ひろ子
裕福な家庭の女子大生。母親はおらず、父親は仕事の都合で単身アメリカで暮らす。好奇心旺盛で、度胸があり少々のことには動じない性格。行動派で、思い立ったら即動くタイプ。1週間後に大学を休学してアメリカで暮らす予定だが、後に起こる事件に自ら首を突っ込む。
辻山秀一
演 - 松田優作
赤川探偵社の探偵。上司からの指示で直美の尾行とボディガードの依頼を受ける。バツイチで独身。冷静で寡黙な性格でどちらかと言うと慎重派。ただし行動的な直美のペースにつられて、勢いに流されることもしばしば。元妻・幸子が殺人の容疑で指名手配され、彼女の無実を信じて直美と共に真犯人を探す。

#### 直美の主な関係者
長谷沼君江
演 - 岸田今日子
新井家の家政婦。直美のことを「お嬢様」と呼んで丁寧な物腰で接するが、時には母親のように意見することもある。彼女の父と男女の仲にある模様。
永井裕
演 - 北詰友樹
直美が所属するサークル「広告研究会」の先輩。オートバイを持っている。ゼミの同級生進藤正子と男女関係にあるが、直美には単なるゼミ仲間と偽り関係を隠している。予てから直美に気があり、彼女がアメリカに行ったまま帰らないかもしれないと知って、送別会と称して直美をバイクに乗せて逗子まで連れて行き、夕食の後一緒にホテルに入った。
進藤正子
演 - 坂上味和
永井の彼女で、彼の部屋へ通い部屋の家事をしている。永井が金持ちの娘が好きだと思い、金を稼ぐためにナイトクラブでバニーガールをしながら客相手に売春している。

#### 秀一の主な関係者
直木幸子
演 - 秋川リサ
秀一の元妻。29歳。ナイトクラブの歌手。秀一との離婚後和也と愛人関係になる。秀一とは離婚後も会えば普通に会話する仲で、和也の死を契機に秀一への恋心が再燃する。
国崎三千代
演 - 中村晃子
和也の妻。和也が自分のことをほったらかしにするため欲求不満が高まり、いつからか岡野と肉体関係を持つ。和也の葬儀ではショックで倒れこむが、退席した直後に岡野に抱かれるなどしたたかな女性。
国崎和也
演 - 鹿内孝
幸子が働くナイトクラブのオーナー。剛造の息子。作中の事件の被害者。幸子と愛人関係にあった。彼女と行ったホテルの浴室で何者かによって刺殺された。

#### 組の人たち
国崎剛造
演 - 藤田進
暴力団の組長で和也の父。高齢だが岡野も恐れる威厳のある人物。岡野たちに命じて息子を殺した犯人を探させる。
岡野
演 - 財津一郎
暴力団員のまとめ役。和也殺しの容疑がかかった幸子が失踪したため、手下とともに居場所を突き止めようとする。秀一や直美が幸子を匿っていると知り、手荒いやり方で追い詰める。
和田
演 - ストロング金剛
暴力団員。岡野の手下。力が強く行動が荒々しい。ただし、手下の組員が直美に向けて銃を発砲した時は、「街なかで撃つな！」と叱っている。
佐藤
演 - 山西道広
暴力団員。岡野の手下。幸子の居場所を聞き出すため、秀一が勤める赤川探偵社の事務員の女性を脅す。

#### その他
赤川晶
演 - 荒井注 （特別出演）
赤川探偵社の代表。秀一の上司。秀一の居場所を聞きに来た岡野たちに脅される。
高峰刑事
演 - 蟹江敬三
殺人の容疑で指名手配された幸子と犯人隠匿罪の罪で秀一を逮捕する。
ラブホテルのマネージャー
演 - 三谷昇
和也が殺されたラブホテルのフロントで働く。ホテルに暴力団員たちが来たため、警察に通報する。
警官
演 - 林家木久蔵
直美が秀一と初めて会った時にトラブルになったため、交番で二人に事情を聞く。
アパートの住人
演 - 榎木兵衛
秀一が住むアパートの隣の部屋の住人。秀一たちがアパートに貼り込んだ岡野から逃げるために手助けとなる。
直美を誘う男
演 - 加藤善博
33歳で秀一と同世代の男性。ディスコで一人でいた直美を口説いて外に連れ出し、ラブホテルに誘う。
若い男
演 - 清水昭博
黒背広の男
演 - 草薙良一、清水宏、庄司三郎、檀喧太、南雲佑介
その他
演 - 大川陽子、桑田和美、太田真由美、高山成夫、斉藤建夫、島貫晃、若狭広海、西村英子、飯島大介、昌子英理奈、吉田功

### スタッフ（映画）
- 製作 - 角川春樹
- 監督 - 根岸吉太郎
- 脚本 - 鎌田敏夫（実際は荒井晴彦という情報あり[4]）
- 原作 - 赤川次郎
- プロデューサー - 黒澤満、長谷川安弘、紫垣達郎
- 撮影 - 仙元誠三
- 照明 - 渡辺三雄
- 美術 - 徳田博
- 録音 - 橋本文雄
- 編集 - 鈴木晄
- 助監督 - 一倉治雄
- 音楽 - 加藤和彦（編曲：清水信之、音楽プロデューサー：高桑忠男、石川光）
- 主題歌 - 薬師丸ひろ子「探偵物語」（作詞：松本隆、作曲：大瀧詠一、編曲：井上鑑）
- 挿入歌
  - パトリシア「OH BOY!」（作詞：クリス・モズデル、作曲：加藤和彦、編曲：清水信之）
  - 秋川リサ「そうよMambo」（作詞：安井かずみ、作曲：加藤和彦、編曲：清水信之）
- 音響効果 - 小島良雄（東洋音響）
- 現像 - 東映化学
- 製作協力 - セントラル・アーツ、ディレクターズ・カンパニー
- 配給 - 東映洋画
- 製作 - 角川春樹事務所

### 製作
角川映画からセントラル・アーツに制作の発注があり、黒澤満・紫垣達郎プロデューサーの他、撮影・仙元誠三、照明・渡辺三雄ら、セントラル・アーツ系のスタッフが揃った。もう一人のプロデューサー・長谷川安弘は制作会社・ウイングス・ジャパン代表で80年代は主に東映の映画制作に関わった。

#### キャスティング
松田優作は出演経緯について、二年ぐらい相当マイナーっぽかったので、メジャーラインに乗せたかったこと、若い層の観客が自分についてないこと、その層からどう受け止められるのか興味があったこと、根岸監督の 『キャバレー日記』が好きで（一般的には評価の高い）『遠雷』よりずっといいという気持ちがあり、根岸監督なら是非、やってみたいと思った、などと述べている。

#### 脚本
脚本は角川春樹が鎌田敏夫を指名し完成したが、根岸吉太郎監督が「これでは使えない」と文句をつけて、親しい荒井晴彦と高田純に脚本の手直しを要求。このトラブルで映画の完成が大幅に遅れた。泣く子と地頭には勝てないとすぐに諦める監督が多い中、映画界の"ドン"にのし上がった角川春樹に敢然と"反旗"を翻した根岸を映画関係者は称賛した。荒井晴彦は「俺が書いたのに未だに名前を入れてもらえない」と話している。

#### 撮影
薬師丸の大学入試が終わる1983年3月半ばクランクインを予定していたが、前述のトラブルの影響により、1983年4月20日クランクイン。薬師丸には何としても留年せずに、大学に通うという強い意志があるため、薬師丸にとっては想像を絶するハードな撮影になった。通う玉川大学が出席日数に厳しい校則で、1か月近く欠席すると容赦なく留年が決まる。このため日中のロケは授業が休みの休日のみ。『セーラー服と機関銃』のときも夏休みが過ぎても山ほど撮り残しがあり、徹夜に近い撮影の後、その足で高校へ通い授業に出るという事態の二の舞が予想された。
松田優作は演技派俳優として地歩を固めていた時期で、妥協は一切許さず。しばしば根岸監督と揉めた。前半の薬師丸へのビンタも実際に叩いた。また物議を醸したエンディングは、リハーサルではあそこまで濃厚にやるつもりはなかった。松田が感情が入り過ぎて止まらなくなり、それを薬師丸もちゃんと受けた形となった。
薬師丸はそれまでキスシーンを拒否していたが、本作では拒否せず、キスやベッドシーンも演じた。このため監督やスタッフは、愛のシーンをどこまで大胆にやっていいものか、迷った。薬師丸はアフレコが嫌いで上手くないため、極力シンクロを行った。
ロケ地は立教大学。立教大学でのロケ日は1983年5月3日。この日早朝8時、エキストラ約600人が同大学池袋キャンパスに集合。オープニングクレジット中に教室で授業を受けるシーン（シーンNo.17-19）。前年まで東映洋画宣伝室に在籍した野村正昭も「一見学生に見えれば誰でもOK」と言われ、撮影に参加。撮影前に助監督から「普通の講義と同じように勝手に私語を交わしたり、居眠りしてもかまいませーん」等と説明があった。薬師丸は日本橋三越で開催される「ひろ子・知世展」のテープカットに出席するため、遅れて参加。薬師丸を囲む席に座る人をスタッフがチョイスする度、「おーいいなあー」の声が上がった。
その他のロケ地は、逗子海岸駅、田園調布駅。30分頃、薬師丸の自宅設定の塀に田園調布六丁目10の住居表示板が掛かるが、架空の住所。渋谷区渋谷円山町。4分の3あたりで薬師丸が坂を走る場面で電柱に掛かる田園調布五丁目4の住居表示板は実在する。エンディングは新東京国際空港。
1983年6月後半クランクアップ。

#### 配給
薬師丸の休養後のカムバック作で大ヒットは間違いなく、東映と東宝の激しい配給権争いが映画関係者の間で話題を呼んだが、『セーラー服と機関銃』の配給実績が買われ、東映（東映洋画）になった。

#### プロモーション
前作『セーラー服と機関銃』の大阪での舞台挨拶で人が集まり過ぎて上映中止になったことを踏まえ、多くの人が集まっても問題の起こらない野球場を使用して『探偵物語』のキャンペーンを実施した。大阪は1983年6月25日大阪球場。薬師丸率いる野球チームのヒロコーズが草野球をし、持ち歌3曲を披露するミニ・コンサートも行われた。背番号8940（やくしまる）をつけた薬師丸は1イニング限定で投手として守り、順不同でバッターボックスにも立った。全国7か所で行われた試合の相手チームはジャパンアクションクラブ（東京・後楽園球場）、毎日放送アナウンサーズおよび吉本興業チーム（大阪）、西鉄ライオンズOB（福岡）、地元マスコミ・チーム（名古屋）など。

#### 興行成績・評価
第1回ゴールデングロス賞優秀銀賞、マネーメイキングスター賞（薬師丸ひろ子）を受賞した。
音楽を担当した加藤和彦は、根岸吉太郎監督の仕事ぶりには自分と近いものがあるとし、この作品もとくに終盤の15分間はフランス映画のようで、圧巻の出来と評している。
28億円の配給収入は1983年の邦画で2位となった。興行収入は51億円。1983年当時、邦画歴代配給収入第2位の興行成績。

### 関連商品

#### ビデオグラム
下記以外にも、松田優作DVD-BOX等に収録されている。
- 探偵物語（DVD）（2000年12月22日、角川エンタテインメント、KABD-88）
- 探偵物語 Blu-ray（Blu-ray Disc）（2009年10月23日、角川エンタテインメント、DAXA-1129）[24]
- 探偵物語 デジタル・リマスター版（DVD）（2009年10月23日、角川エンタテインメント、DABA-0647）[24]
- 探偵物語 ブルーレイ（Blu-ray Disc）（2012年9月28日、角川映画、DAXA-4273）[25]
- 探偵物語 角川映画 THE BEST（DVD）（2016年1月29日、KADOKAWA、DABA-91111）[26]
- 探偵物語 4Kデジタル修復 Ultra HD Blu-ray（2024年3月22日、KADOKAWA）[27]

#### サウンドトラック
- 『探偵物語 オリジナル・サウンドトラック』（加藤和彦 / 薬師丸ひろ子）（1983年7月16日、EASTWORLD / 東芝EMI、LP:WTP-90250、CT:ZH28-1350、CD:CA35-1036）

#### 書籍
- 『探偵物語 カドカワフィルムストーリー』（角川文庫 / 1984年11月発行 / ISBN 4041595045）
  - 映画のストーリーをスチル写真により再現した文庫。

## テレビドラマ

### 1984年版
1984年1月8日から1月29日までTBS系列の「日曜ファミリードラマ」枠で毎週日曜日20:00 - 20:54（JST）に放送された日本のテレビドラマ。全4話。主演は渡辺典子。

#### キャスト（1984年版）
- 新井直美 - 渡辺典子
- 辻山秀一 - 柄本明
- 長谷沼君江 - 馬渕晴子
- 直木幸子 - 風祭ゆき
- 国崎剛造 - 安部徹
- 岡野 - ジェリー藤尾
- 泉谷しげる
- 三上博史
- 渡辺文雄
- 不破万作

#### スタッフ（1984年版）
- 原作 - 赤川次郎
- 企画協力 - 角川春樹事務所
- 脚本 - 中村勝行
- 音楽 - 佐藤勝
- 主題歌 - 渡辺典子「花の色」（作詞：三浦徳子、作曲：財津和夫、編曲：大谷和夫）
- 演出 - 高橋伴明
- 製作 - シネポスト アソシエイツ、TBS

### 2018年版
2018年4月8日、テレビ朝日の「日曜プライム」枠（日曜日21:00 - 23:05、JST）の第1弾作品として放送された日本のテレビドラマ。主演は斎藤工と二階堂ふみ。

#### キャスト（2018年版）
- 辻山秀一 - 斎藤工
- 新井直美 - 二階堂ふみ
- 長谷沼君江 - 夏木マリ
- 高峰清人 - 吹越満
- 岡野祐司 - 正名僕蔵
- 門倉正志 - 庄野崎謙
- 三好斗真 - 稲葉友
- 大津智子 - 山本亜依
- 前田三千代 - 山下容莉枝
- 平本茂 - 大河内浩
- 柴木敦 - 鈴木貴之
- 矢代和也 ‐ 山本剛史
- 本宮幸子 - 長谷川京子
- 国崎成道 - 國村隼
- 久保田秀敏、鶏冠井孝介、森本のぶ、矢嶋俊作、中田敦夫、にわつとむ、おぐちえりこ、金子達、屋根真樹、木下瑠音、田山由起、野崎亜里沙、渥美麗、湯田宗登、三富政行、サミ・ポップ、金井駿司、ROLAND

#### スタッフ (2018年版)
- 原作 - 赤川次郎
- 脚本 - 黒岩勉
- 演出 - 筧昌也
- 主題歌 - 安藤裕子「探偵物語」[29]
- 音楽 - 原田智英
- 設定監修 - 株式会社HAL
- スタントコーディネーター - 大道寺俊典
- 技術協力 - テイクシステムズ
- 照明協力 - ラ・ルーチェ
- 美術協力 - テレビ朝日クリエイト
- CG - キュー・テック
- ポスプロ - バスク、ブル
- 装飾 - 京映アーツ
- ゼネラルプロデューサー - 横地郁英
- プロデューサー - 遠田孝一（MMJ）、浅井千瑞（MMJ）、中西研二（MMJ）
- 制作 - テレビ朝日、メディアミックス・ジャパン